# Oracle d'Amfíloc
L'oracle d'Amfíloc va ser un oracle ubicat a Mal·los a Cilícia que revelava la voluntat de l'heroi Amfíloc, fill d'Amfiarau. Pausànias, quan descriu la ciutat d'Oropos al límit entre Beòcia i Àtica, capital del districte d'Oròpia, parla del santuari d'Amfiarau, on hi ha un altar a Amfíloc i els seus germans. Menciona l'oracle de Mal·los i el qualifica com el de més confiança del seu temps. Diu que Amfíloc també tenia un altar a Atenes, a la ciutat. Llucià de Samosata diu que Amfíloc, instal·lat a Cilícia, es feia passar per endeví i cobrava dos òbols per predir el futur.